# Boulder (Montana)
Boulder es una ciudad ubicada en el condado de Jefferson en el estado estadounidense de Montana. En el Censo de 2010 tenía una población de 1183 habitantes y una densidad poblacional de 402,79 personas por km².

## Geografía
Boulder se encuentra ubicada en las coordenadas 46°14′9″N 112°7′14″O / 46.23583, -112.12056. Según la Oficina del Censo de los Estados Unidos, Boulder tiene una superficie total de 2.94 km², de la cual 2.94 km² corresponden a tierra firme y (0%) 0 km² es agua.

## Demografía
Según el censo de 2010, había 1183 personas residiendo en Boulder. La densidad de población era de 402,79 hab./km². De los 1183 habitantes, Boulder estaba compuesto por el 93.58% blancos, el 0% eran afroamericanos, el 1.78% eran amerindios, el 0.42% eran asiáticos, el 0% eran isleños del Pacífico, el 0.34% eran de otras razas y el 3.89% pertenecían a dos o más razas. Del total de la población el 2.87% eran hispanos o latinos de cualquier raza.